# 안병훈 (언론인)
안병훈(安秉勳, 1938년 11월 23일 ~ )은 대한민국의 언론인, 출판인이다. 본관은 광주(廣州)이다.

## 생애
1938년 서울에서 태어나 서울대학교 법과대학 행정학과를 졸업한 뒤 해병대에서 장교로 복무했다. 조선일보 정치부장과 사회부장 등을 거쳐 조선일보 편집국장, 편집인, 대표이사 부사장을 지냈다. 한국신문방송편집인협회 회장, LG상남언론재단 이사장, 방일영문화재단 이사장, 관악언론인회 회장을 역임하였다. 현재 서울평화상 심사위원, SBS문화재단 이사, 서재필 기념회 이사장, 뉴데일리 이승만연구소 회장, 재단법인 통일과나눔 이사장 등을 맡고 있으며 도서출판 기파랑을 설립하여 대표를 맡고 있다. 대한민국 동백장과 한림과학원 일송상 기념사업회가 주관하는 제5회 일송상, 서울대 총동창회가 수여하는 관악대상을 수상했다.

## 학력
- 서울고등학교 졸업
- 서울대학교 법과대학 행정학과 학사

## 경력
- 이승만 건국대통령 기념사업회 상임고문
- 서울대학교 총동창회 고문
- 2015년 6월 ~ 2021년 5월 : 재단법인 통일과나눔 이사장[1]
- 2010년 5월 : 서재필기념회 이사장[2]
- 2010년 ~ : 학교법인 한림대학교 이사
- 2007년 : 박근혜 대통령후보경선 선거대책위원장[3]
- 2005년 1월 ~ 2006년12월 : 방일영문화재단 이사장[4]
- 2004년 ~ : 도서출판 기파랑 대표
- 2003년 : 서울대학교 동창회 부회장
- 2003년 ~ 2007년 : 관악언론인회(서울대 언론동문회) 초대회장
- 1998년 ~ 2003년 12월 : 조선일보 대표이사 부사장
- 1996년 ~ 2005년 : 한국방송신문편집인협회기금 이사장
- 1995년 ~ 2006년 : LG상남언론재단 이사장
- 1992년 ~ : 서울평화상 위원회 위원
- 1992년 : 조선일보 전무이사
- 1991년 ~ 1995년 : 한국신문방송편집인협회 회장
- 1985년 : 조선일보 편집국장
- 1984년 ~ 1986년 : 해병대청룡회(해병대사관 총동문회) 회장
- 1979년 : 조선일보 정치부장

## 수상
- 2017년 : 제19회 서울대총동창회 관악대상[5]
- 2016년 : 서울언론인클럽 언론상[6]
- 2010년 : 제5회 일송상[7]

## 저서
- 《그래도 나는 또 꿈을 꾼다》(2017년 4월 기파랑)
- 《어느 노 정객과의 시간여행》(2016년 6월 기파랑)
- 《혁명아 박정희 대통령의 생애》(2015년 8월 기파랑)
- 《사진과 함께 읽는 대통령 박정희》(2012년 12월 기파랑)
- 《사진과 함께 읽는 대통령 이승만》(2011년 10월 기파랑)